# Соколов, Владимир Михайлович
Владимир Михайлович Соколов (15 марта 1939, Уфа, Башкирская АССР, РСФСР — 11 января 2017, Омск, Российская Федерация) — советский велогонщик, заслуженный мастер спорта СССР (1970), преподаватель кафедры велосипедного и конькобежного спорта, профессор, общественный деятель.

## Биография
С 1960 году жил в Омске.
В 1961 году выиграл чемпионат СССР по велоспорту среди студентов, в 1963 г. — Спартакиаду народов РСФСР.
В 1970 году стал чемпион мира в командной гонке на время на шоссе.
В 1971 году одержал победу на «Велогонке мира» (Варшава — Берлин — Прага).
В 1980 году тренировал команду велогонщиков в рамках подготовки к летним Олимпийским играм в Москве (1980), в 1988 году — к Играм в Сеуле (1988).
Многие годы работал заведующим кафедры велосипедного и конькобежного спорта в Сибирском государственном университете физической культуры и спорта. В 1998 г. ему было присвоено ученое звание профессора.
В 1995 году организовал городской веломарафон «Вело-Омск».
Похоронен на Старо-Северном кладбище.

## Награды и звания
«Заслуженный работник физической культуры и спорта Российской Федерации» (1999).
Награждён медалями: «За трудовое отличие» (1970), «За добросовестный труд. В ознаменование 100-летия со дня рождения В. И. Ленина» (1970), «За трудовую доблесть» (1980), «Ветеран труда» (1985). Награждён медалью «80 лет Госкомспорту России» (2003).